# Águas Frias (Santa Catarina)
Pour les articles homonymes, voir Águas Frias.
Águas Frias est une ville brésilienne de l'ouest de l'État de Santa Catarina.

## Géographie
Águas Frias se situe par une latitude de 26° 52′ 48″ sud et par une longitude de 52° 51′ 33″ ouest, à une altitude de 345 mètres.
Sa population était de 2 424 habitants au recensement de 2010. La municipalité s'étend sur 75 km2.
La ville se trouve à 582 km à l'ouest de la capitale de l'État, Florianópolis. Elle fait partie de la microrégion de Chapecó, dans la mésorégion de l'Ouest de Santa Catarina.
Le climat de la municipalité est humide avec des étés chauds. La température moyenne annuelle y est de 18,7 °C.
L'IDH de la ville était de 0,799 en 2000 (PNUD).

## Histoire
Les premiers colons arrivés dans la région sont des descendants d'immigrants italiens venus du Rio Grande do Sul. Ils s'y installent dans les années 1950.
En 1957, la localité devient district de Chapecó avant d'être rattachée à la municipalité de Coronel Freitas en 1961. La localité porte alors le nom de Cairu.
En 1975, le district prend le nom d'Águas Frias et devient municipalité à part entière le 12 décembre 1991.

## Origine du nom
En arrivant dans la région, les premiers habitants d'Águas Frias y trouvent une source d'eau gelée ce qui vaut son nom à la localité (águas frias signifie « eaux froides » en français).

## Économie et tourisme
L'agriculture représente plus de 90 % de l'activité économique de la municipalité, notamment à travers les cultures du haricot, du riz, du soja, du maïs et du tabac.
La ville comporte une source d'eau sulfureuse.

## Culture
Tous les ans, la ville célèbre les fêtes suivantes :
- la semana Farroupilha en septembre ;
- la fête de Notre-Dame de la Santé (festa da Nossa Senhora da Saúde en portugais), en novembre ;
- l'anniversaire de la ville, le 12 décembre.

## Administration
La municipalité est constituée d'un seul district, siège du pouvoir municipal.

## Villes voisines
Águas Frias est voisine des municipalités (municípios) suivantes :
- Coronel Freitas
- Nova Erechim
- Nova Itaberaba
- Pinhalzinho
- União do Oeste